# Dasychira brunnea
Dasychira brunnea är en fjärilsart som beskrevs av Bethune-Baker 1904. Dasychira brunnea ingår i släktet Dasychira och familjen tofsspinnare. Inga underarter finns listade i Catalogue of Life.